# Amatersko prvenstvo Francije 1961
Amatersko prvenstvo Francije 1961 v tenisu.

## Moški posamično
Manuel Santana :  Nicola Pietrangeli  4-6, 6-1, 3-6, 6-0, 6-2

## Ženske posamično
Ann Haydon :  Yola Ramírez  6-2, 6-1

## Moške dvojice
Roy Emerson /   Rod Laver :  Bob Howe /  Robert Mark  3–6, 6–1, 6–1, 6–4

## Ženske dvojice
Sandra Reynolds Price /  Renee Schuurman Haygarth :  Maria Bueno / Darlene Hard  b.b.

## Mešane dvojice
Darlene Hard /  Rod Laver :  Vera Suková /  Jirí Javorský  6–0, 2–6, 6–3